# Cesare Milani
Cesare Milani (Livorno, 4 gennaio 1905 – Livorno, 21 giugno 1956) è stato un canoista italiano, partecipò alle Olimpiadi estive del 1928 del 1932 e del 1936.

## Carriera
Nel 1928 fu timoniere della barca italiana che fu eliminata nei quarti di finale.
Nel 1932 vinse la medaglia d'argento come timoniere dell'armo italiano nella gara ad otto.
Nel 1936 vinse la medaglia d'argento nella gara ad otto.
Già timoniere nel “due con” assieme ai fratelli Pier Luigi e Renzo Vestrini partecipò ai campionati italiani ed europei alla fine degli anni 20  aggiudicandosi 3 titoli italiani nel 1927, 1929 e 1929, un argento agli europei di Lucerna del 1926 e due ori agli europei di Como nel 1927 e di Bydgoszcz nel 1929